# Vitali Denísov (futbolista)
Vitali Guennadievich Denísov (en ruso: Вита́лий Генна́дьевич Дени́сов; Taskent, Uzbekistán, 23 de febrero de 1987) es un futbolista internacional uzbeko. Juega de defensa y su equipo es el F. K. Buxoro de la Primera Liga de Uzbekistán.

## Selección nacional
Ha sido internacional con la selección de fútbol de Uzbekistán en 73 ocasiones y ha anotado un gol.

### Participaciones internacionales
| Torneo             | Sede                                    | Resultado        |
| ------------------ | --------------------------------------- | ---------------- |
| Copa Asiática 2007 | Indonesia, Malasia, Tailandia y Vietnam | Cuartos de final |

## Clubes
| Club                                    | País       | Año       |
| --------------------------------------- | ---------- | --------- |
| P. F. C. CSKA Moscú "II"                | Rusia      | 2003-2006 |
| F. C. Spartak Nizhny Novgorod (cedido)  | Rusia      | 2006      |
| F. C. Dnipro Dnipropetrovsk             | Ucrania    | 2007-2013 |
| F. C. Lokomotiv Moscú                   | Rusia      | 2013-2019 |
| P. F. C. Krylia Sovetov Samara (cedido) | Rusia      | 2018-2019 |
| F. C. Rubin Kazán                       | Rusia      | 2019-2020 |
| F. C. Rotor Volgogrado                  | Rusia      | 2020      |
| F. C. Tom Tomsk                         | Rusia      | 2020-2021 |
| F. C. Baltika Kaliningrado              | Rusia      | 2021      |
| Sogdiana Jizzakh                        | Uzbekistán | 2022      |
| OKMK Olmaliq                            | Uzbekistán | 2023-2024 |
| F. K. Buxoro                            | Uzbekistán | 2024-     |